# Рассел Ол
Рассел Ш'юмейкер Ол (англ. Russell Shoemaker Ohl; 30 січня 1898 — 20 березня 1987)) — американський інженер, відомий своїми дослідженнями напівпровідників ще до відкриття транзистора. У 1946 році він отримав патент США на конструкцію сучасного сонячного елементу (U.S. Patent 2 402 662).
У 1939 році Ол відкрив явище p-n-переходу. В той час мало хто знав про домішки в кристалах напівпровідників, але Расселу вдалося виявити, що через наявність цих домішок деякі ділянки напівпровідника мали більший опір, і як наслідок, гірше проводили електричний струм. Бар'єр між ділянками різної «чистоти» змушував напівпровідниковий діод працювати. Усі сучасні діоди (світлодіоди, лазерні і т. д.) є нащадками робіт Ола.